# Кам'янка (Курманський район)
Ка́м'янка (крим. Kamyanka) — село Курманського району Автономної Республіки Крим.
Відстань до райцентру становить понад 35 км і проходить автошляхом місцевого значення.

## Населення
За переписом населення України 2001 року в селі мешкало 214 осіб.

### Мова
Розподіл населення за рідною мовою за даними перепису 2001 року:
| Мова              | Відсоток |
| ----------------- | -------- |
| кримськотатарська | 43,46 %  |
| російська         | 36,45 %  |
| українська        | 17,29 %  |
| вірменська        | 1,40 %   |
| білоруська        | 0,47 %   |
| інші              | 0,93 %   |